# Setmana Santa de Cartagena

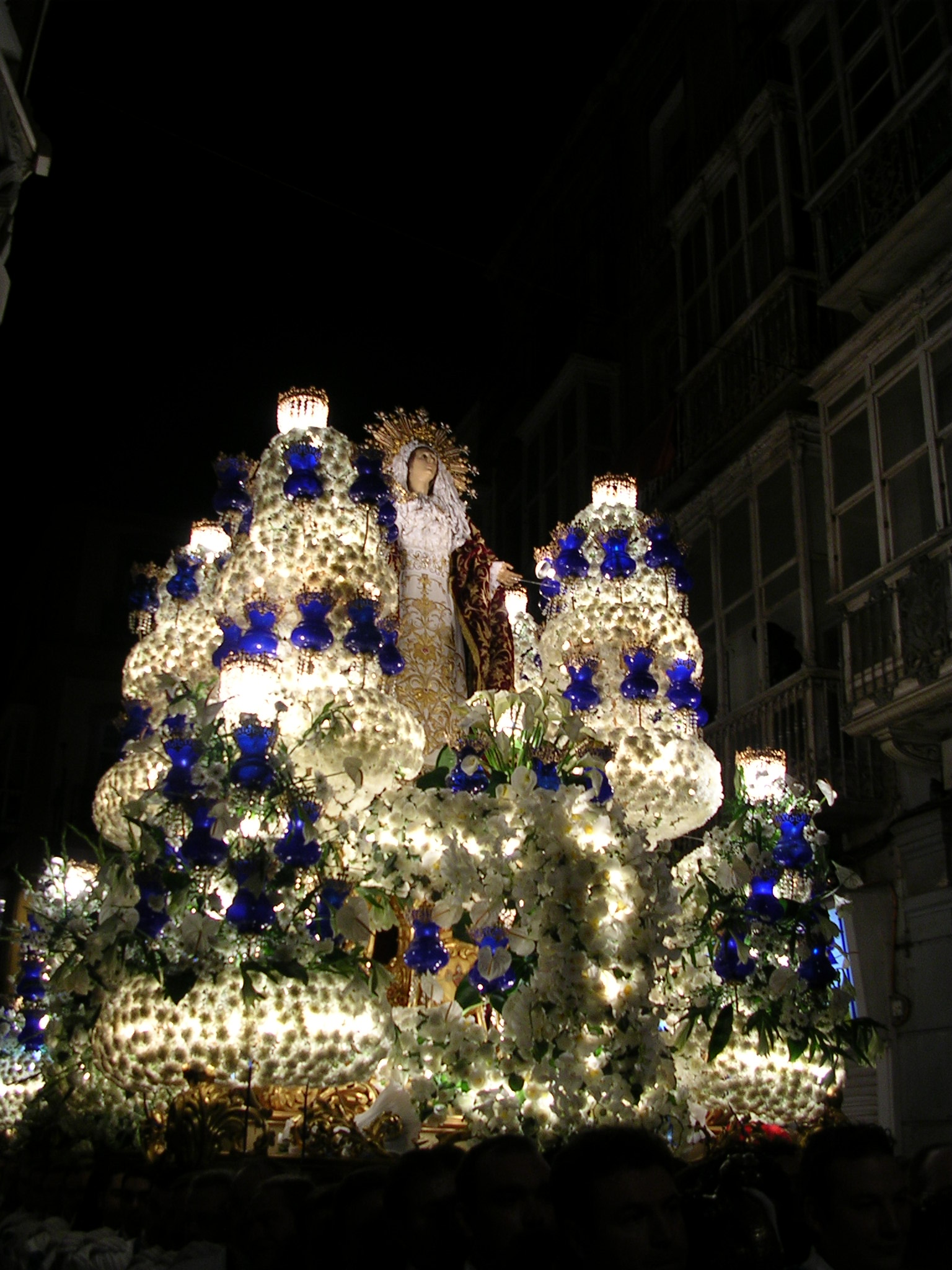
Virgen del Primer Dolor, la qual pertany a la Confraria Califòrnia. Ix al carrer la nit del Dimecres.

La Setmana Santa de Cartagena és una festa de caràcter religiosa que es viu amb molta emoció a la ciutat de Cartagena (Múrcia). Des de l'any 2005, la Setmana Santa de Cartagena es troba declarada d'Interés Turístic Internacional.
Hi participen quatre confraries, que al seu torn es dividixen en agrupacions.
- Californios. El seu color és el roig i és la confraria amb més processons.(5)
- Marrajos. El seu color és el morat i és la confraria més antiga de totes. Treu al carrer quatre processons.
- Socorro. El seu color és el negre, i només treu una processó al carrer, que a la vegada coincidix que és la primera de Cartagena i de totes les d'Espanya. Aquesta processó té lloc durant la matinada.
- Resucitado. El seu color és el blanc i és la confraria més jove de totes, atès que va nàixer des de l'interior de la confraria morada. Només treu una processó, l'última de cada any a la Setmana Santa de Cartagena.

Té una durada de deu dies, les quals la majoria d'ells coincidixen amb els festius a nivell nacional. Aquesta Setmana comença el divendres abans del Diumenge de Rams i acaba el Diumenge de Resurrecció.
La majoria de les processons comencen i acaben des de l'Església de Santa Maria de Gràcia, la qual se situa justament al centre de la ciutat. No obstant això, la confraria negra comença la seua única processó molt a prop de la catedral de la ciutat, en el mateix punt en què la acaba. És l'única de les onze que n'hi ha que no acaba a l'Església de Santa Maria de Gràcia. De la mateixa manera, la processó califòrnia del dimarts ix de tres llocs diferents, totes tres són seus militars, i que acabaran ajuntant-se a la Plaça de Sant Sebastià per anar, totes tres alhora, fins a l'Església de Santa Maria, epicentre de la Setmana Santa.
Divendres de Dolors
Aquest primer dia de Setmana Santa coincideix amb el dia de la patrona de Cartagena, la Verge de la Caritat. Després de diversos actes en honor de la patrona, a les 3:30 de la matinada, ix la primera processó d'Espanya, la del Socorro. Ja a la nit, els californios trauen la seua primera processó, una vegada acabats tots els actes.

Dissabte de Passió
Tot i que cap confraria trau processons al carrer, tant els Marrajos com els Californios porten al carrer algunes de les seues principals imatges.

Diumenge de Rams
La confraria califòrnia trau la seua segona processó al carrer ja de vesprada, caracteritzada pel protagonisme que hi adquirixen els xiquets, els quals la protagonitzen.
Dilluns Sant
Durant la nit, els Marrajos trauen la primera de les seues quatre processons, la imatge principal de la qual, la Verge de la Pietat,té una gran similitud amb la imatge passional de la patrons, la Verge dels Dolors.
Dimarts Sant
Els californios trauen tres processons alhora, cadascuna des d'un centre militar diferent. A la plaça de Sant Sebastià, totes tres s'ajunten per finalitzar com una única processó. L'agrupació de Santiago Apòstol ix del Govern Militar, San Juan Evangelista des del Parc de Artilleria i San Pedro Apòstol des de l'Arsenal Militar, després de l'autorització per part de l'almirant.
Dimecres Sant
Dimecres Sant es caracteritza per ser el gran dia de la confraria califòrnia, atès que durant la nit trau la seua processó principal, en la qual intervenen la majoria de les seues agrupacions.
Dijous Sant
Els californios trauen, ja a la nit, l'última de les seues processons, la del silenci, caracteritzada per la foscor i el silenci dels carrers pels quals passa.
Divendres Sant
És el gran dia per als Marrajos. La confraria Marraja trau al carrer dos processons, una durant la matinada i una altra durant la nit.
La processó de la matinada, anomenada com la del Encuentro, està formada per 4 processons, dos de les quals ixen de Santa Maria de Gràcia, i les altres dos de la llotja de Santa Llucia i la universitat politècnica. Les quatres processons s'unixen a la Plaça de la Merced, i desfilen juntes fins a Santa Maria, on s'arrepleguen ja de matí.
Per altra banda, la processó de la nit és la més important per a aquesta confraria, ja que hi intervenen la majoria d'agrupacions.

Dissabte Sant
Els Marrajos trauen l'última de les seues processons la vesprada de Dissabte Sant, la qual consta d'una processó principal que ix de Santa Maria i una subagrupació femenina que ix del Rectorat de la Universitat Politècnica.
Diumenge de Resurrecció
La Setmana Santa cartagenera finalitza cada any amb la processó del Ressuscitat, l'única de la confraria blanca. Ix de matí de Santa Maria, i no finalitza fins aproximadament les tres de la vesprada. La Verge de l'Amor Hermós tanca cada any la setmana més important del calendari de la ciutat trimil·lenària.